# Pico Yordas
El Pico Yordas (también denominado Burín o Borín) es una de las cumbres emblemáticas de la Montaña de Riaño que posee una altitud de 1967 m s. n. m. y es una de las más visitadas de toda la montaña leonesa. Se encuentra en la Cordillera Cantábrica, en la montaña Oriental Leonesa, a orillas del embalse de  Riaño. Se le suele denominar Yordas por sus caras S y E, y Borín o Burín por su cara N.

## Localización

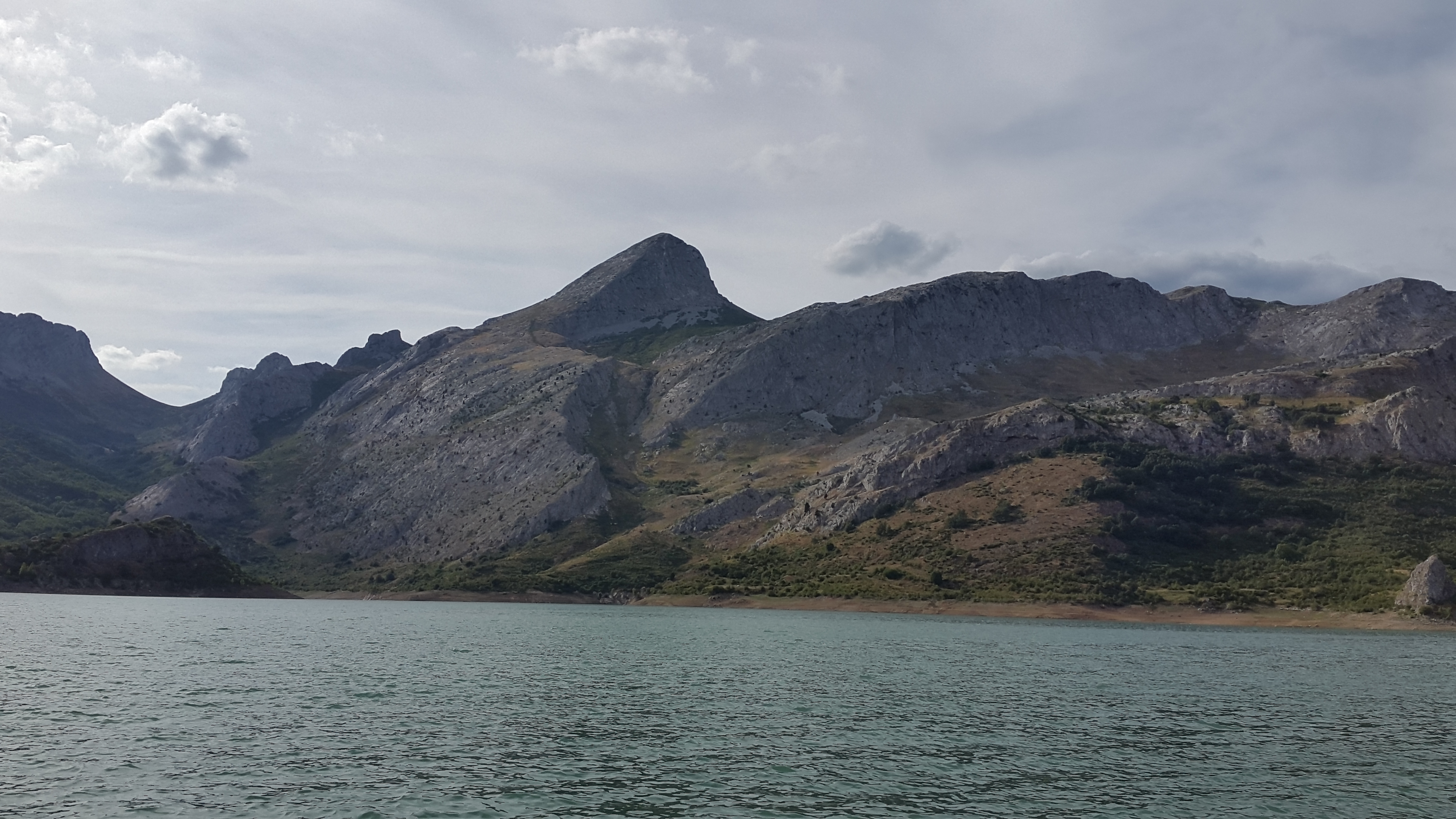
El Yordas visto desde el Pantano de Riaño

Está situado entre las localidades de Riaño y Liegos, entre los términos municipales de Riaño y Burón, dentro del Parque Regional Montaña de Riaño y Mampodre, en la Provincia de León.
Su cumbre es un estupendo mirador, desde donde se puede admirar toda la montaña de Riaño, los bosques de la zona de Sajambre, los cercanos picos del macizo del  Mampodre y la peña Ten, los vecinos Picos de Europa y la montaña palentina, con la soberbia y espectacular imagen del pico Espigüete.

## Características

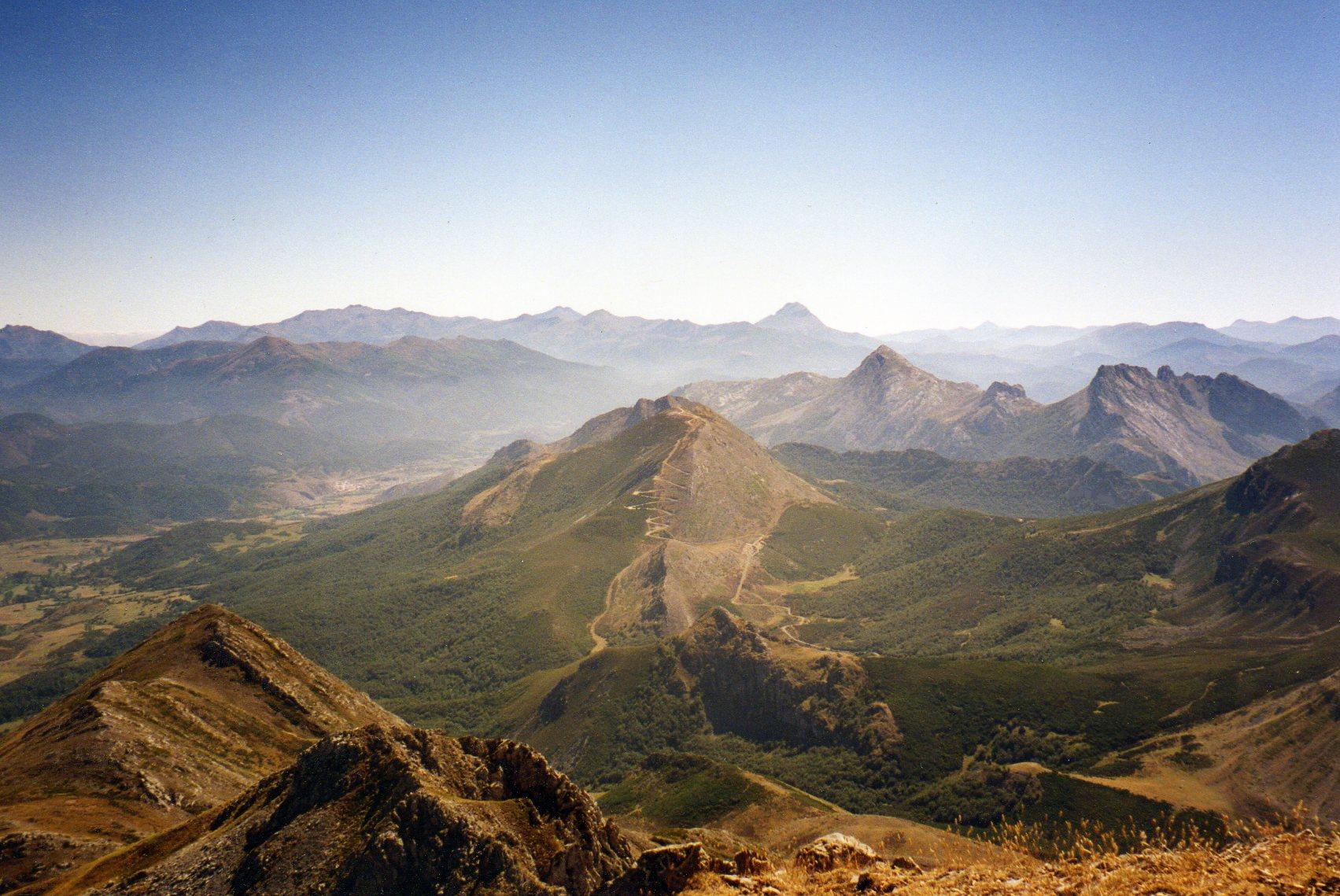
El Yordas desde el Mampodre. El pico Yordas es la mole caliza piramidal que aparece en tercer término, algo a la derecha. Al fondo, detrás del Yordas, algo a la izquierda, la silueta del Espigüete.

Se trata de una mole piramidal de piedra caliza, de la que se poseen unas vistas espectaculares desde el pueblo de Riaño. Desde Riaño intimida por su aspecto piramidal y vertical, emergiendo de las aguas del pantano, sin embargo por su cara norte, desde la zona de Liegos y Burón,  su silueta se suaviza, ofreciéndonos en sus laderas unos tupidos hayedos.
Su ladera NE está surcada por un farallón vertical, llamado pared Borín, que cae precipitadamente hacia el valle de San Pelayo. La vertiente S es la más extensa y accidentada topográficamente. Está surcada por el valle Redondo, el Bagulloso, la valleja de las minas de antimonio y el monte de Tendeña.

## Historia
Los puertos de montaña del Yordas eran de los más apreciados por sus pastos por las ganaderías de oveja merina trashumantes para pasar los meses de verano. Así las vertientes del Yordas están tapizadas de majadas, hoy en desuso la mayoría: la majada Yordas, las de Tendeña nueva y vieja, la de Bahulloso, los Portales de Liegos, Los Portales de Valdeborín, la de Peña Castillo, etc.
En el verano de 1950 se colocó una cruz de ocho metros de altura en la cumbre del Yordas, siendo derribada por los vendavales y nevadas de ese mismo invierno. En el verano de 1951 fue repuesta la cruz caída y se la sujetó con cuatro cables, pero, de nuevo, las inclemencias del tiempo volvieron a derribarla.

## Flora  y Fauna

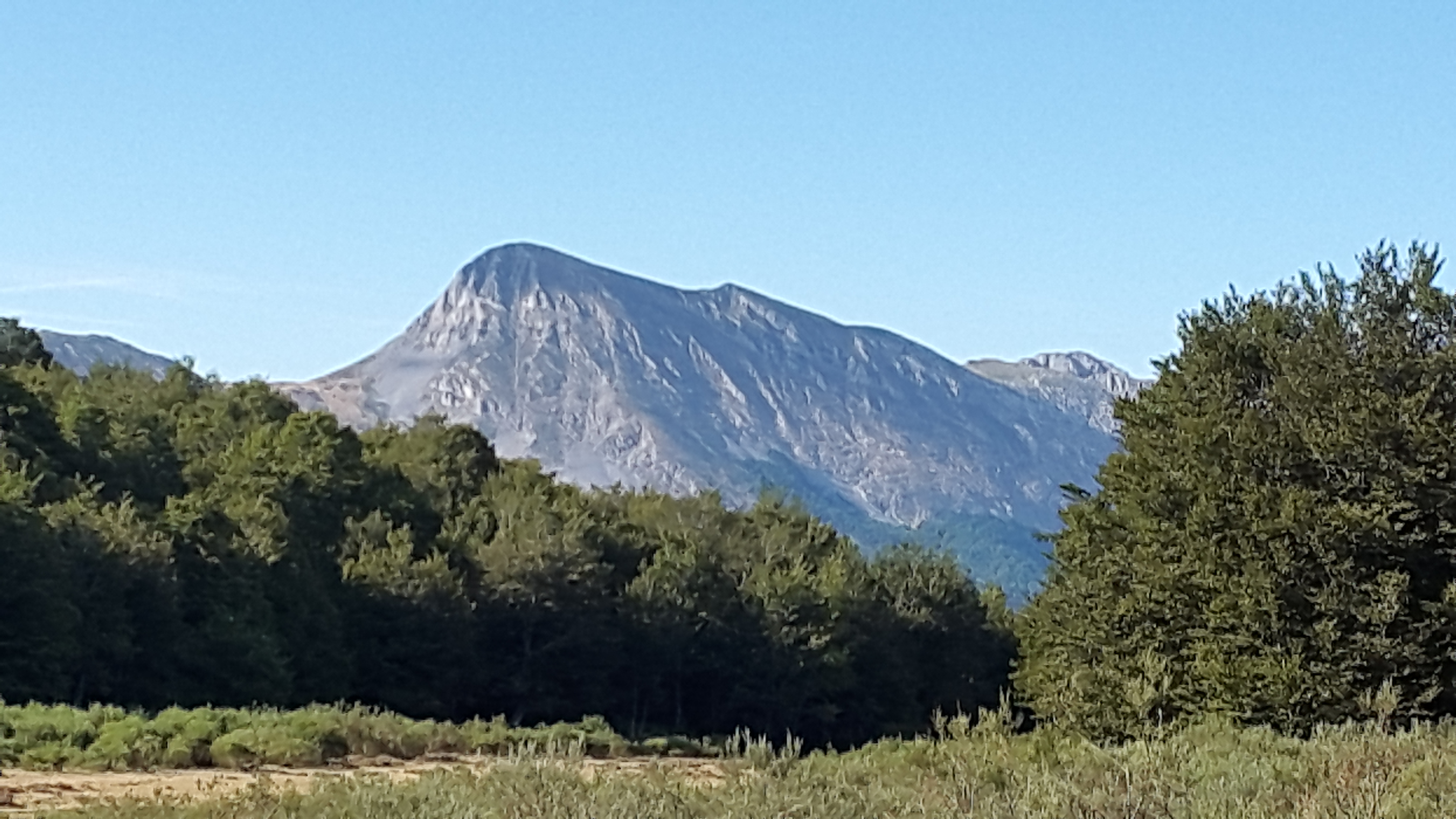
El Yordas desde la collada Rabanal (Burón)

El rebeco es el símbolo de esta zona de la cordillera Cantábrica y es frecuente encontrarlos en las zonas más elevadas. Desde hace años esta zona está repoblada de cabra hispánica con buena adaptación y excelentes ejemplares. Está presente una rica comunidad de rapaces como el águila real, culebrera, alimoche o buitre leonado. Son abundantes los jabalíes y algo menos comunes pero también presentes los osos pardos y el lobo ibérico. En junio se puede encontrar la curiosa mariposa Apolo.
Los bosques están formados fundamentalmente por hayedos, con presencia de algunos robles, tejos y argomenos (serbal de los cazadores). Los matorrales predominantes son brezales, piornales y escobadales en las zonas silíceas, mientras que las laderas calcáreas se cubren de genista. Los pastizales de diente se distribuyen por las laderas y puertos de montaña, mientras que los fondos del valle están ocupados por prados de siega.

## Rutas
En la actualidad la ruta más habitual para su subida parte de la localidad de Liegos, por la barrera que representa el embalse de Riaño.

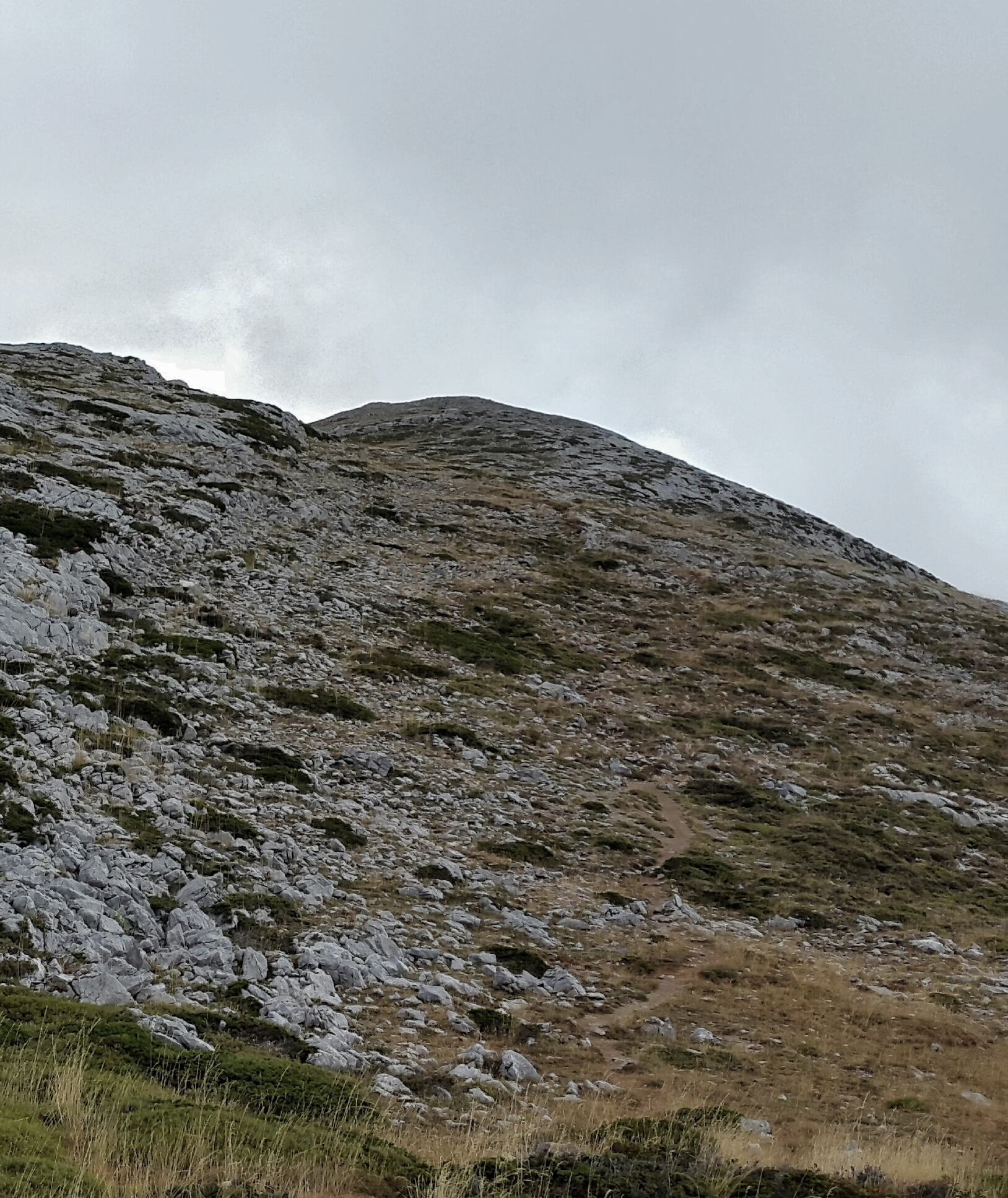
Subida final al Yordas por Liegos.

### DesdeLiegos
Dificultad baja-media. Desnivel 837 m. Recorrido: Desde la parte baja de Liegos tomamos el camino que lleva hacia el valle de San Pelayo y Lois. A unos 5 km tras pasar unas cuadras, nos encontramos una pista que cruza el río a nuestra izquierda. Nos adentramos en el hayedo -bosque de Tendeña-  tras pasar una verja metálica con portezuela. Seguir la senda que tras una fuerte pendiente y sucesión de curvas nos lleva hasta una fuente. En la curva después de la fuente se coge la vereda que tras dejar el hayedo, nos lleva al collado Bahulloso (1650 m). Se llanea hasta la majada Bahulloso. Después, siguiendo el sendero marcado por montoncillos de piedras llegaremos hasta el rellano de la antecima y de allí a la cumbre. La vuelta se hace por la misma ruta.

### DesdeBurón
Solo es posible si el nivel del agua del pantano está muy bajo y se puede cruzar el puente sobre el Esla y después el puente Valberga, sobre el río del valle de San Pelayo -habitualmente tapados por las aguas-. Subir por la pista hacia la peña Castiello que se deja a la derecha, y adentrándose en el hayedo hasta llegar a la collada Yordas (1690 m). Desde aquí se puede subir al Borín directamente por su cara E o ir hacia el S pasando por encima de la majada Yordas y subir por la ladera SE.

### Desde Riaño
Hay que cruzar el embalse en una barca para realizar la ascensión clásica desde Riaño por su ladera S. Se sube por la vaguada donde está las minas de antimonio, dejando a la derecha las escombreras.